# Ambush marketing

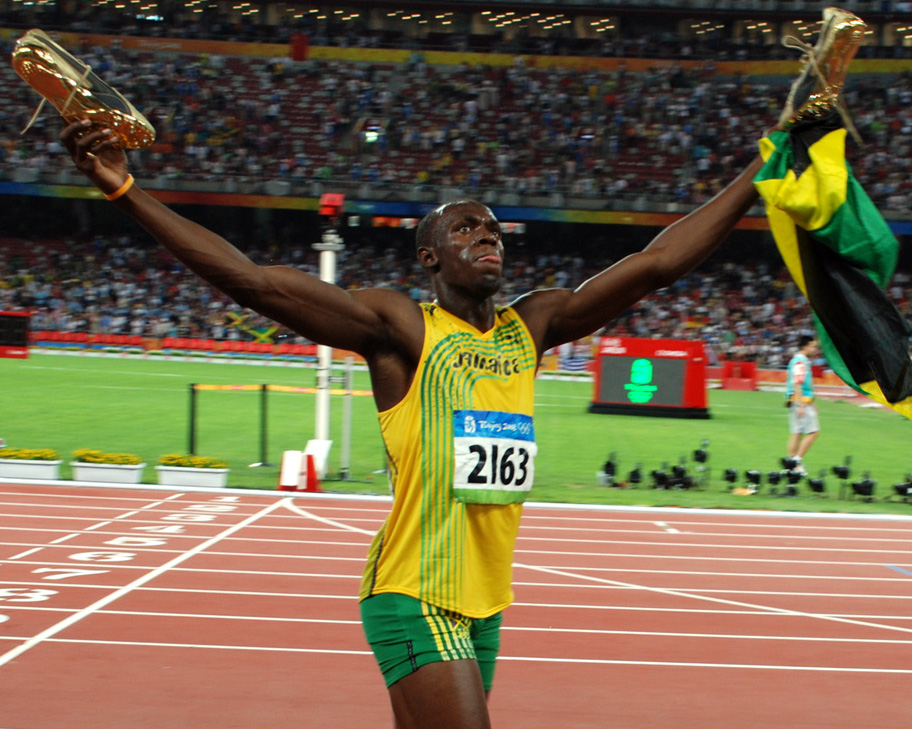
Usain Bolt expose ses chaussures en or, confectionnées par Puma, aux caméras du monde après sa victoire aux Jeux olympiques d'été de 2008 alors que l'équipementier officiel des JO est Adidas.

L’ambush marketing (anglicisme signifiant littéralement « marketing en embuscade ») est l'ensemble des pratiques promotionnelles utilisées par une marque ou une entreprise pour se rendre visible lors d'un événement — généralement sportif — mais sans avoir versé l'argent nécessaire à ses organisateurs pour en devenir commanditaire officiel et pouvoir y associer son image.
Ces opérations comportent de gros risques, étant le plus souvent illégales. L'un des exemples les plus communs est l'achat de panneaux publicitaires aux abords de l'événement avec un visuel reprenant la thématique de celui-ci. Le but principal de l'ambush marketing est d'obtenir les bénéfices d'un partenariat, en termes de notoriété et d'image, sans en subir les coûts.
L'expression ambush marketing a été créée par l'expert en marketing Jerry Welsh, alors qu'il travaillait en tant que Directeur Marketing International pour l'American Express Company dans les années 1980[source insuffisante].

## Exemples de techniques
- La première opération qualifiée d’ambush marketing en France a été réalisée le 21 septembre 2007, lors du match France-Irlande de la Coupe du monde de rugby à XV, par l'entreprise de lingerie Dim, qui place dans les tribunes du Stade de France des supportrices de l’équipe de France qui se déshabillent et se mettent à danser pour mettre en évidence les sous-vêtements Dim[2],[3]
- Création de visuels reprenant la thématique de l'événement (spot, affichage, encart publicitaire…).
- Utilisation du parrainage d'une émission de télévision diffusant l'événement.

## Avenir de l'ambush marketing
La Nouvelle-Zélande, qui a accueilli la coupe du monde de rugby 2011 et la Coupe du monde de cricket de 2015, a adopté des lois pour combattre l'ambush marketing, selon le Ministre des sports Trevor Mallard.